# Pujol de Romagosa
El Pujol de Romagosa és una muntanya de 431 metres que es troba al municipi de Castellet i la Gornal, a la comarca de l'Alt Penedès.